# Žatčany
Žatčany (in tedesco Satschans) è un comune della Repubblica Ceca facente parte del distretto di Brno-venkov, in Moravia Meridionale.